# Opština Stara Pazova

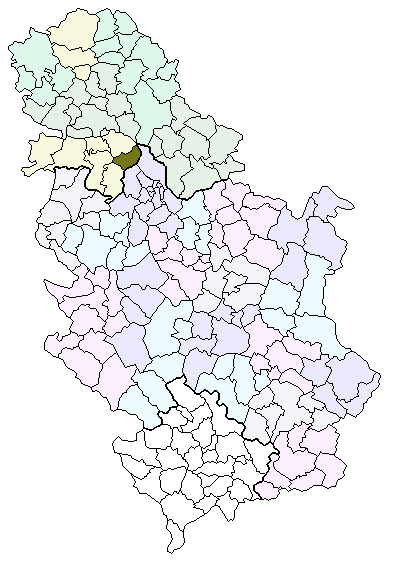
Lage innerhalb Serbiens

Die Opština Stara Pazova ist eine serbische Opština (Gemeinde) mit etwa 67.576 Einwohnern. Verwaltungssitz ist Stara Pazova.

## Orte in der Gemeinde

### Städtisch geprägt
- Stara Pazova
- Nova Pazova
- Novi Banovci

### Ländlich geprägt
- Belegiš
- Vojka
- Golubinci
- Krnješevci
- Stari Banovci
- Surduk